# Минесота Лејк (Минесота)
Минесота Лејк (енгл. Minnesota Lake) град је у америчкој савезној држави Минесота.

## Демографија
По попису из 2010. године број становника је 687, што је 6 (0,9%) становника више него 2000. године.
| Група             | 2000.       | 2010.       |
| Белци             | 675 (99,1%) | 665 (96,8%) |
| Афроамериканци    | 0 (0,0%)    | 3 (0,4%)    |
| Азијати           | 0 (0,0%)    | 0 (0,0%)    |
| Хиспаноамериканци | 4 (0,6%)    | 20 (2,9%)   |
| Укупно            | 681         | 687         |